# Douglas Railroad Interpretive Center

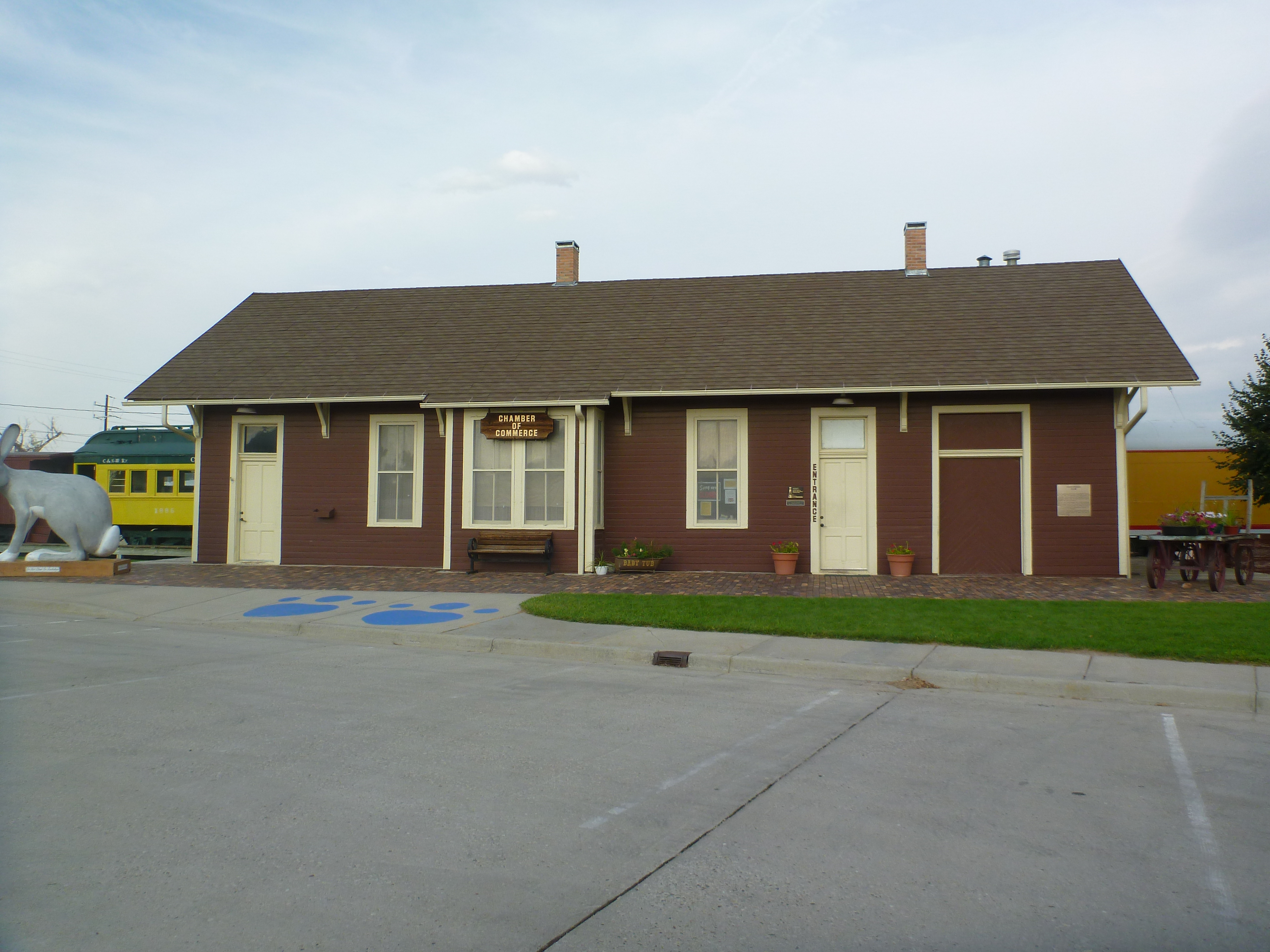
Douglas Railroad Interpretive Center

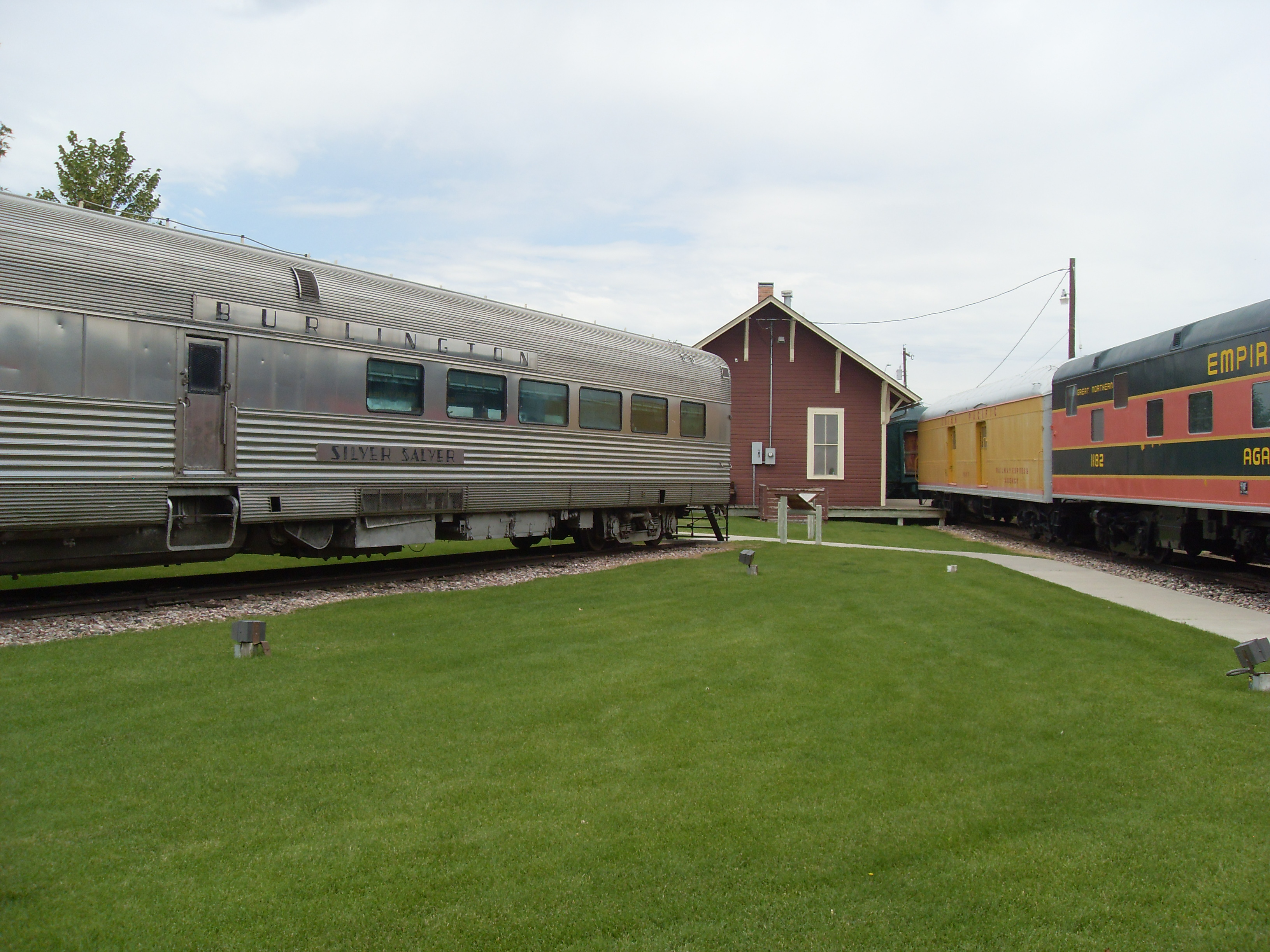
Passenger and Freight Depot (Bahnhofsgebäude) im Hintergrund, links der Speisewagen #196 Silver Salver und rechts der Schlafwagen #1182 Empire Builder

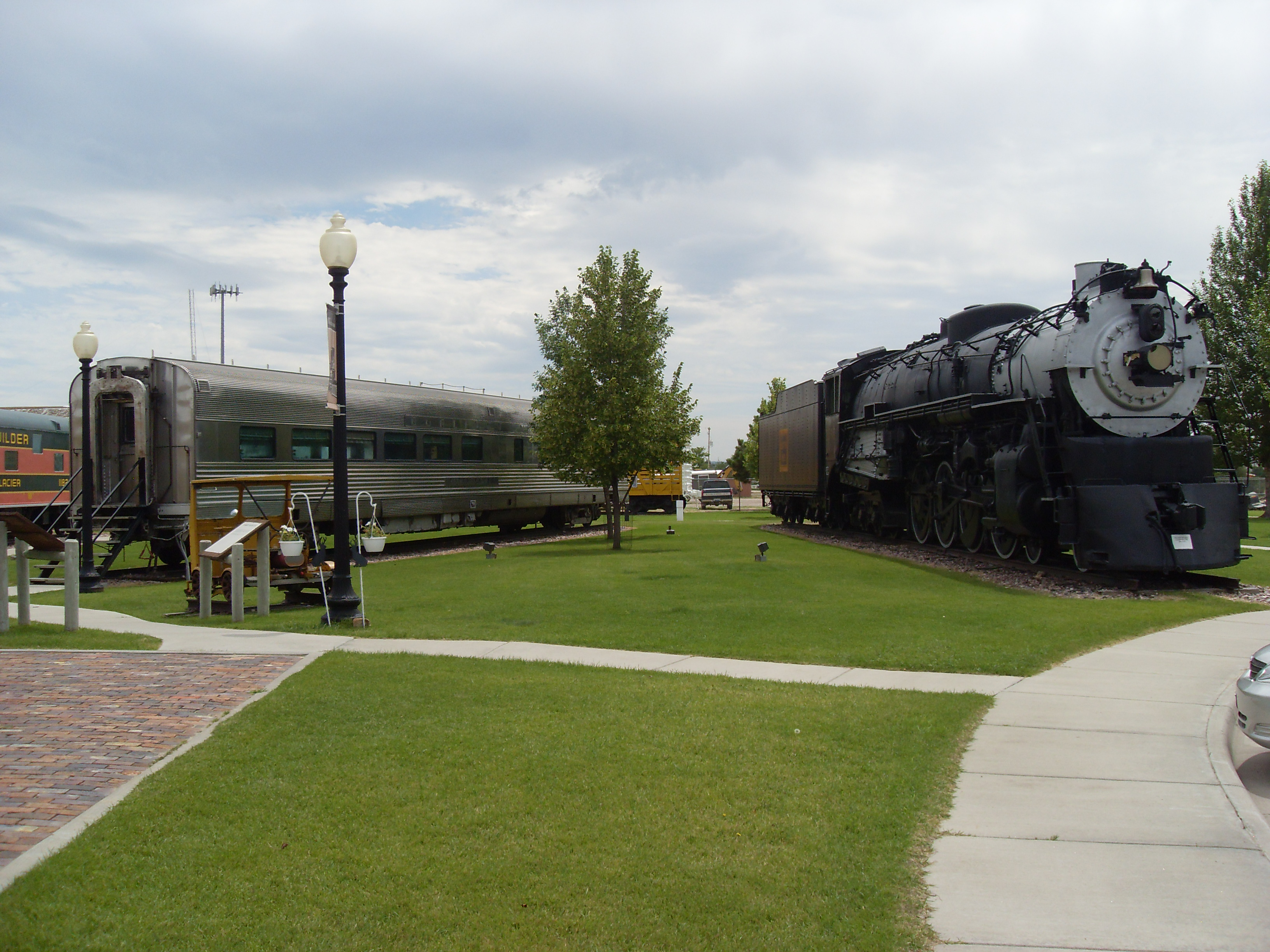
Teile der Ausstellung im Freigelände des Douglas Railroad Interpretive Center, links ein CB&Q Speisewagen aus dem Jahr 1947 und rechts eine CB&Q Dampflokomotive aus dem Jahr 1940

Das Douglas Railroad Interpretive Center ist ein Eisenbahnmuseum in der Stadt Douglas, im Converse County des Bundesstaates Wyoming in den Vereinigten Staaten. Die Ausstellung befindet sich  im ehemaligen Bahnhof, dem Passenger and Freight Depot der Fremont, Elkhorn and Missouri Valley Railroad und auf dem Außengelände davor.

## Geschichte
Der Bau der Eisenbahn Richtung Westen hatte großen Einfluss auf die Besiedelung in dieser Region. Im Jahr 1886 wurde die Stadt Douglas gegründet. Anfangs bestand sie nur aus wenigen Holzhütten an einer unbefestigten Straße. Das umliegende Land wurde von Viehfarmern genutzt, die ihr Vieh mit Hilfe der Eisenbahn zu den Verbrauchern transportieren wollten. Im Gründungsjahr von Douglas wurde auch das Passenger and Freight Depot gebaut. Die Eisenbahnstrecke durch den Ort wurde am 26. August 1886 eröffnet und für zwei Jahre endete die Strecke hier in Douglas, bis das weitere Teilstück nach Casper eingeweiht wurde. Bei dem Bahnhofsgebäude handelt es sich um eine, für kleine Bahnhöfe im Westen der USA sehr typische Holzkonstruktion, mit einem Warteraum, einem Fahrkartenschalter, zwei Toiletten und einem Lagerraum für Güter.

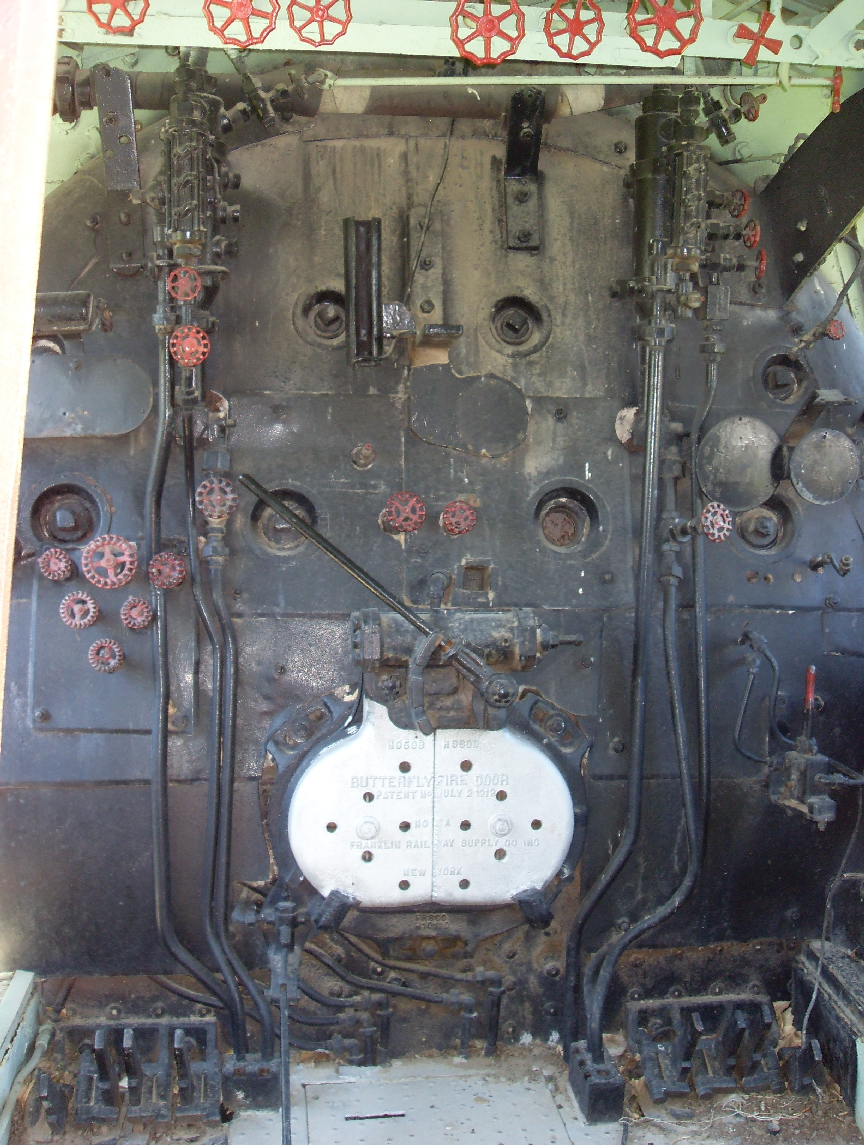
Führerstand der Chicago, Burlington and Quincy Railroad Dampflokomotive

Im Jahr 1950 wurde der Bahnhof für den Publikumsverkehr geschlossen, als der Personenverkehr auf dieser Strecke eingestellt wurde. Von der Union Pacific Railroad wurde er bis etwa 1970 als Eisenbahndepot und Lager genutzt. Danach stand das Gebäude etwa 20 Jahre leer, bis die Stadt Douglas es 1990 übernahm. Im Jahr 1992 begann die Renovierung des Gebäudes und die Fahrzeuge, die sich heute auf dem ehemaligen Bahnhofsvorplatz als Ausstellungsstücke befinden, wurden nach Douglas transportiert. Anschließend wurden einige von ihnen restauriert, andere befinden sich noch heute im originalen, unrestaurierten Zustand. Das Museum eröffnete schließlich im Jahr 1995, das ehemalige Bahnhofsgebäude ist in das Nationale Verzeichnis der Historischen Stätten der USA eingetragen. Neben dem Douglas Railroad Interpretive Center befindet sich noch die Handelskammer (Chamber of Commerce) von Douglas hier, Eigner des Gebäudes ist die Stadt Douglas. Die Bahnstrecke durch Douglas wird noch von der BNSF Railway betrieben, heute wird sie vor allem zum Transport von Kohle verwendet.

## Museum
Das Gelände des Museums umfasst eine Fläche von etwa 9000 m². Bei der Restauration des Gebäudes wurde großen Wert darauf gelegt, den ursprünglichen Charakter zu erhalten. Die Deckenverkleidung und einige Wände sind noch im originalen Zustand. Im Depot befindet sich heute eine kleine Ausstellung zur Geschichte der Eisenbahn in Douglas. Im Außenbereich können eine Lokomotive mit Kohle-Tender, sechs Anhänger und eine Motordraisine besichtigt werden. Von dem hier ausgestellten Dampflokomotiventyp der bei Chicago, Burlington and Quincy Railroad gebaut wurde, sind insgesamt nur noch fünf Exemplare erhalten geblieben, wovon sich eine im Colorado Railroad Museum in Golden befindet, eine ist in privater Hand, eine befindet sich im Depot in Sheridan und eine steht im Stadtpark von Saint Joseph. Das Museumsgelände ist angelegt und auch für Rollstuhlfahrer zugänglich. Keines dieser Fahrzeuge ist einsatzfähig, die vorhandenen Schienen sind von der Hauptstrecke getrennt.
Liste der Ausstellungsstücke:
| Bezeichnung                     | Nummer  | Indienststellung | Außerdienststellung | Bemerkung                                                                |
| ------------------------------- | ------- | ---------------- | ------------------- | ------------------------------------------------------------------------ |
| Dampflokomotive mit Tender CB&Q | #5633   | 1940             | 1962                | Betreten der Lok ist verboten                                            |
| Speisewagen CB&Q, Silver Salver | #196    | 1947             | 1972                | Besteht zur einen Hälfte aus Küche, die andere Hälfte ist der Speisesaal |
| Viehtransportwagen              | #48330D | 1914             | 1964                | Umbau 1936                                                               |
| Schlafwagen Empire Builder      | #1182   | 1950             | 1972                | 20 Abteile                                                               |
| Gepäckwagen                     | #1897   | 1911             | 1961                | Gebaut als Postwagen                                                     |
| Reisezugwagen                   | #1886   | 1884             | 1961                | 72 Sitzplätze                                                            |
| Begleitwagen                    | #14140  | 1884             | 1958                | Büro und Aufenthaltswagen für die Zugbegleiter                           |
| Motordraisine                   | #217980 | 1960             | ?                   | Einsitzer, Nutzung u. a. zur Gleisüberprüfung                            |

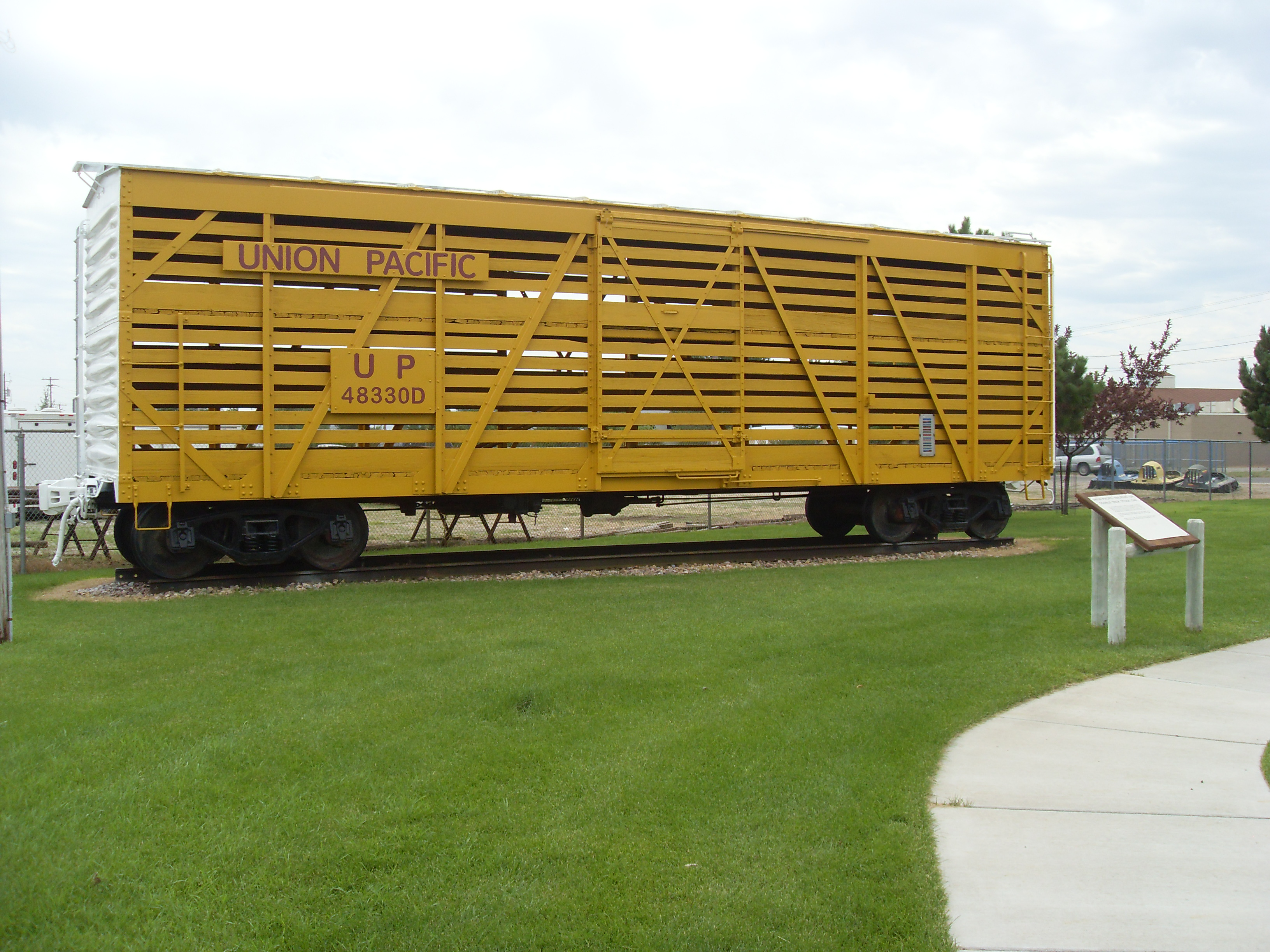
Geschlossener Union Pacific Railroad Viehtransportwagen, erbaut 1914

Der Besuch des Museums und der Fahrzeuge ist kostenlos, an das Museum ist ein kleiner Laden angeschlossen. Parkplätze und ein Picknick Platz befinden sich direkt vor dem Gebäude. Einige Eisenbahnwagen sind während der Öffnungszeiten des Museums offen und können auch von innen besichtigt werden.
Das Wyoming Transportation Museum, ein weiteres Eisenbahnmuseum in Wyoming befindet sich im ehemaligen Union Pacific railroad depot in Cheyenne.